# Racconti di Guy de Maupassant

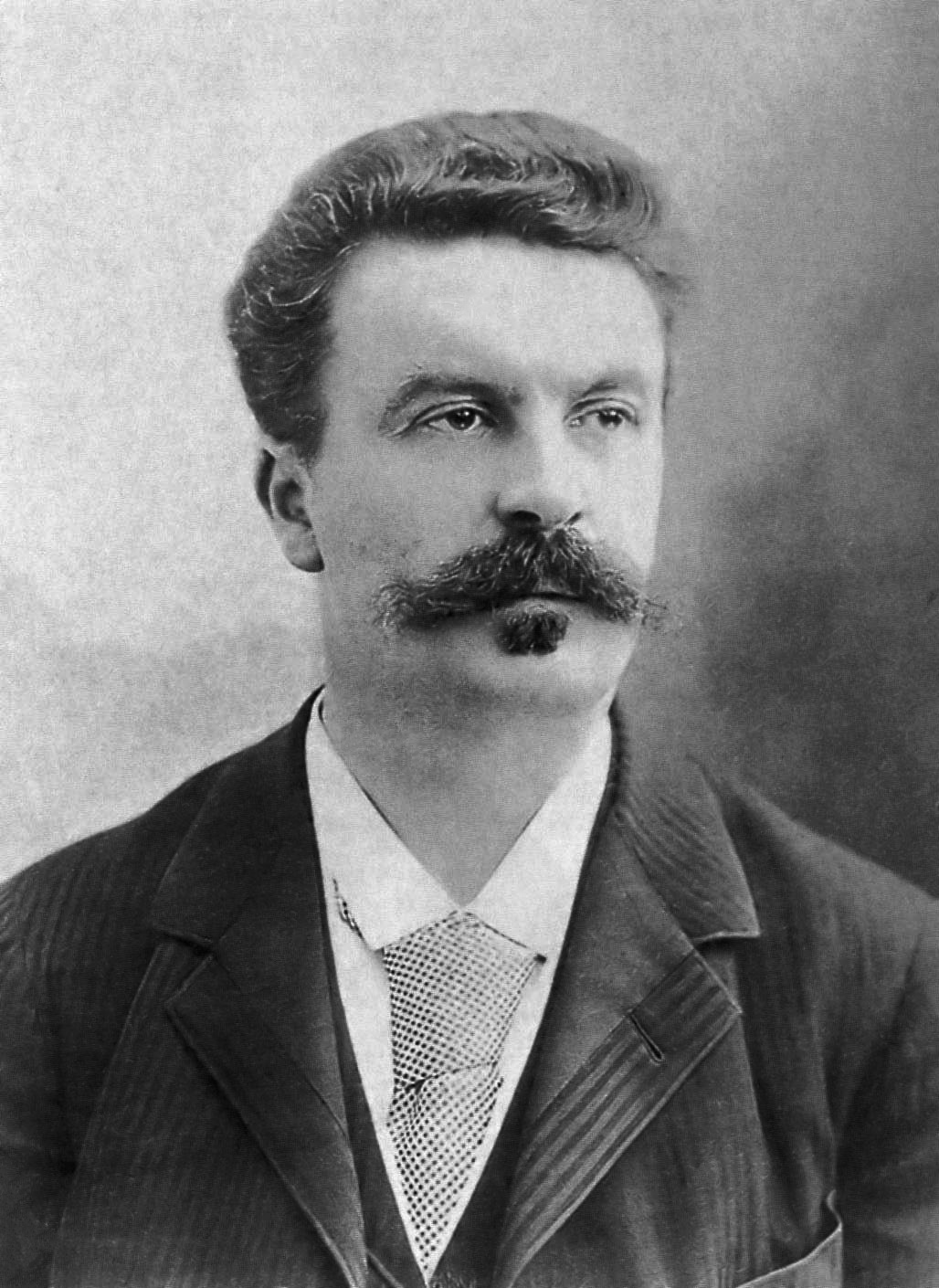
Foto di Guy de Maupassant nel 1888.

Questa è la lista, in ordine cronologico, di tutti i racconti e novelle scritti da Guy de Maupassant tra il 1875-91.
Autore di popolari romanzi, quali Bel Ami e Mont Oriol, è anche e soprattutto noto ed apprezzato come autore di storie brevi, che spaziano dal genere satirico a quello naturalistico, dal drammatico al delittuoso all'horror, ma senza arrestarsi neppure di fronte ai temi più difficili e scabrosi per l'epoca quali il suicidio, l'omosessualità, l'adulterio, la prostituzione e l'ateismo.

## Cronologia di tutti i racconti e le novelle
Lo scrittore francese dell'800, discepolo ideale di Flaubert, Guy de Maupassant scrisse più di 300 tra racconti e novelle brevi, nella maggioranza dei casi tutti nel corso degli anni '80 del secolo; tranne pochissime eccezioni questi, prima d'esser pubblicati in volume vennero stampati singolarmente su giornali quotidiani d'importante tiratura dell'epoca, quali Le Gaulois, Gil Blas e Le Figaro.

### Racconti pubblicati tra il 1875 e il 1880
- La mano dello scorticato (La main d'écorché) - 1º febbraio 1875

Il primo racconto pubblicato da Maupassant su rivista: ambientato tra Parigi e la Normandia, è di genere horror.
- Sul fiume (En canot) - 10 marzo 1876

Ambientato sulla Senna, tratta d'allucinazioni e incubi notturni.
- L'uomo dell'acqua santa o Il porgitore di acqua benedetta (Le donneur d'eau bénite) - 10 novembre 1877

Ambientato tra la capitale e la campagna circostante, è una storia di famiglia sulla perdita e il successivo ritrovamento del figlio da parte dei genitori legittimi.
- Il matrimonio del tenente Laré (Le mariage du lieutenant Laré) - 25 maggio 1878

Una storia di guerra e amore ambientata a Blainville; una povera ragazza viene raccolta e amata da un giovane ufficiale.
- Cocco, cocco, cocco fresco! (Coco, coco, coco frais!) - 14 settembre 1879

Storia ambientata a Parigi; narra una vicenda di eredità, tutta intrisa di destino e fatalità.
- Il papà di Simon (Le papa de Simon) - 1º dicembre 1879

Storia familiare ambientata in Normandia, vede un buon fabbro adottare un bambino illegittimo che viene escluso dai coetanei a causa dello stigma sociale.
- Storia d'una serva di fattoria o Storia di una ragazza di campagna (Histoire d'une fille de ferme) - 26 marzo 1880

Storia di famiglia ambientata nella campagna normanna, narra gli episodi della miserevole esistenza d'una contadina maltrattata e abusata dal padrone, che la costringe al matrimonio. Il matrimonio attraversa una grave crisi perché il marito la crede sterile, quando in realtà la giovane ha allevato in segreto un figlio nato fuori dal matrimonio.
- Palla di sego o Palla di burro o Pallina (Boule de suif) - 1º aprile 1880

Storia di guerra ambientata tra Rouen e la campagna normanna; una prostituta salva la vita ai passeggeri d'una diligenza concedendosi all'ufficiale prussiano che li tiene in ostaggio.
- Le domeniche di un borghese parigino (Les dimanches d'un bourgeois parisien) - 31 maggio 1880

Storia satirica ambientata a Parigi; dieci episodi alla scoperta della vera città.
- Suicidii (Suicides) - 29 agosto 1880

Una storia di suicidio ambientata a Parigi; narrata in forma parzialmente epistolare.
- Una volta (Jadis) - 13 settembre 1880

Racconto d'amore ambientato in Normandia; riflette prima sul matrimonio, richiesto dalla società ma del tutto contrario alla natura, e poi della 'necessaria' libertà in amore.
- Una pagina di storia inedita (Una page d'histoire inédite) - 27 ottobre 1880

Racconto d'avventura ambientato in Corsica che vede come protagonista Napoleone Bonaparte.

### Racconti pubblicati nel 1881
- In famiglia (En famille) - 15 febbraio

Una storia d'eredità ambientata tra Parigi e Neuilly; i giovani attendono con ansia la morte della vecchia odiosa per spartirsi l'eredità.
- Opinione pubblica (Opinion publique) - 21 marzo

Una storia satirica ambientata a Parigi; si raccontano vari pettegolezzi di lavoro.
- Una scampagnata (Une partie de campagne) - 2/9 aprile

Storia d'amore e tradimento ambientata tra Parigi e la Senna, vede una tranquilla famigliola in gita; sia alla madre che alla figlia capita un'avventura erotica: la ricorderanno per il resto dei loro giorni.
- La casa Tellier (La maison Tellier) - 1º maggio

Storia familiare e satirica ambientata tra Virville e Fécamp
- A primavera (Au printemps) - 1º maggio

Storia di genere amoroso ambientato a Parigi; viene raccontata attraverso flashback.
- La donna di Paul (La femme de Paul) - 1º maggio

Un racconto di omosessualità e suicidio ambientato tra Parigi e la Senna; una ragazza preferisce la compagnia delle amiche lesbiche a quella del legittimo fidanzato il quale, travolto dalla disperazione, si uccide.
- In una sera di primavera (Par un soir de printemps) - 7 maggio

Una storia d'amore vecchio e nuovo ambientata in un luogo non meglio precisato; la vecchia zitella vive piena di rimpianti mentre la giovane nipote ama appassionatamente il fidanzato.
- Storia di un cane (Histoire d'un chien) - 2 giugno

Un racconto d'incubo e fatalità ambientato tra Rouen e la Senna; una vecchia cagna maltrattata deve morire per poter ritrovare l'amato padrone.
- Storia còrsa (Histoire corse) - 1º dicembre

Racconto familiare con delitto finale; narrato ad episodi come fosse un reportage. Un triangolo tra marito, moglie e fratello di lui.
- Relitti (Épaves) - 9 dicembre

Storia familiare ambientata a Étretat; vari episodi di vita cittadina d'una località balneare fuori stagione.
- Un'avventura parigina (Une aventure parisienne) - 22 dicembre

Racconto d'amore e adulterio ambientato a Parigi; una piccola 'Bovary' che si fa usare e poi abbandonare da un uomo dell'alta società.

### Racconti pubblicati nel 1882

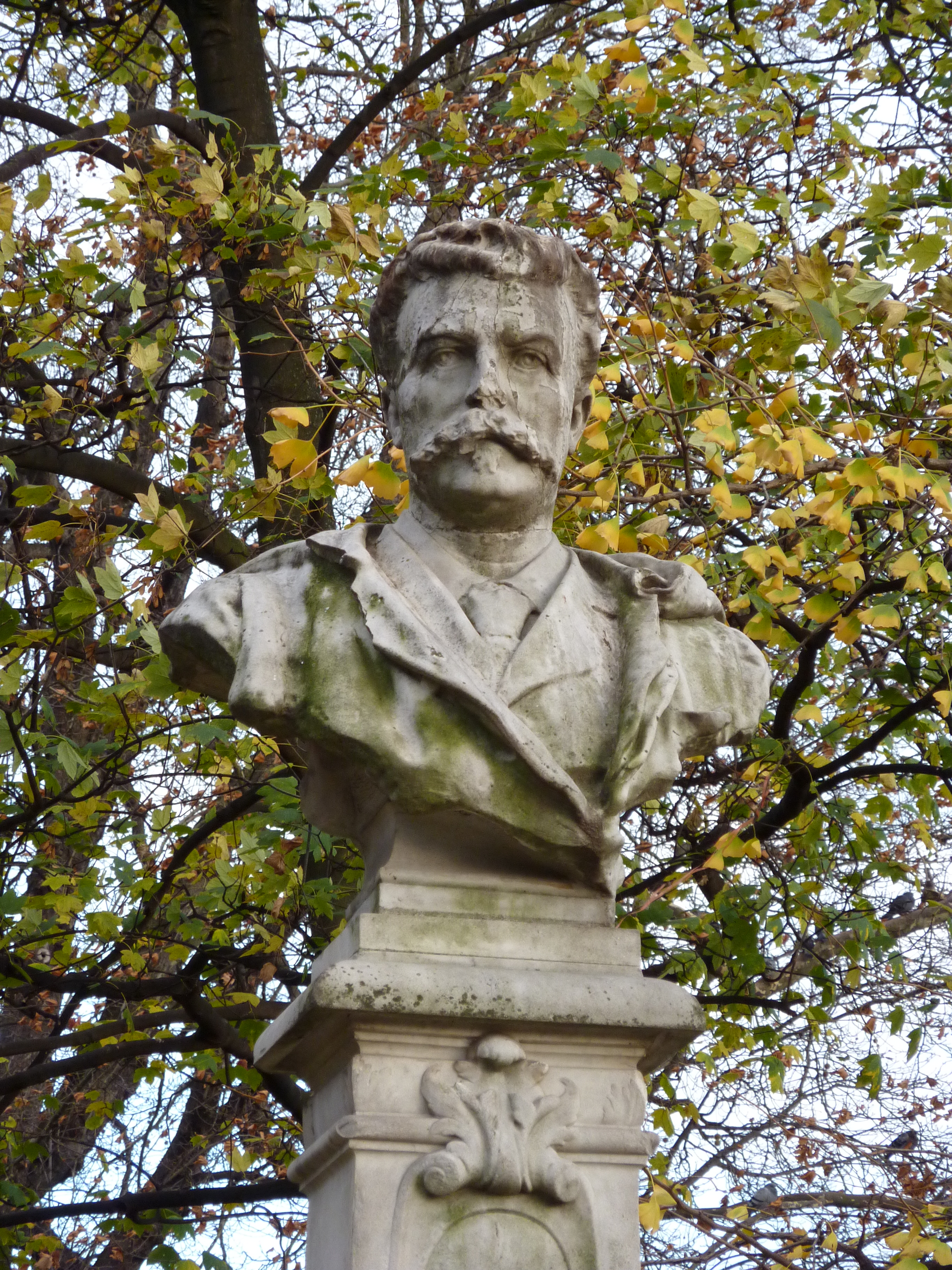
Busto di Maupassant al parco Monceau di Parigi.

- Una cena di Natale o Un cenone (Un réveillon) - 5 gennaio

Storia di genere familiare ambientata in Normandia. Due contadini nascondono, la notte di Natale, il corpo di un parente morto nella madia.
- Petizione di un gaudente involontario (Pétition d'un viveur malgré lui) - 12 gennaio

Storia di adulterio familiare ambientata a Parigi. Una donna adultera rifiuta di tornare dal marito, anche se spinta a farlo dall'amante.
- Il ciambellone o La torta (Le gâteau) - 19 gennaio

Storia di satira matrimoniale ambientata a Parigi. Il tempo passa anche per la generosa signora che si è sempre concessa ai giovani frequentatori del suo salotto.
- Il ceppo (La buche) - 26 gennaio

Storia d'amore matrimoniale ambientato in un luogo imprecisato. Un racconto a flashback, in cui un uomo evita d'ingannar l'amico.
- Parole d'amore (Mots d'amour) - 2 febbraio

Storia satirica in un'ambientazione indefinita. Racconto epistolare tra una giovane donna stupida e un ragazzo intelligente.
- Ricordo (I) (Souvenir) - 16 febbraio

Racconto di guerra ambientato a Blainville. Storia narrata a flashback, narra d'un plotone francese in ritirata.
- Marroca (Marroca) - 2 marzo

Storia d'amore adulterino ambientata in Algeria. Racconto narrato in forma epistolare tra un'algerina e l'amante.
- Il Salto del pastore (La Saut du berger) - 9 marzo

Storia di delitto ambientata in Bretagna. Un pazzo prete fanatico ammazza due ragazzi che ha sorpreso a fare l'amore.
- Il letto (Le lit) - 16 marzo

Storia d'amore ambientata a Parigi. Narrazione in forma epistolare in cui si parla di erotismo.

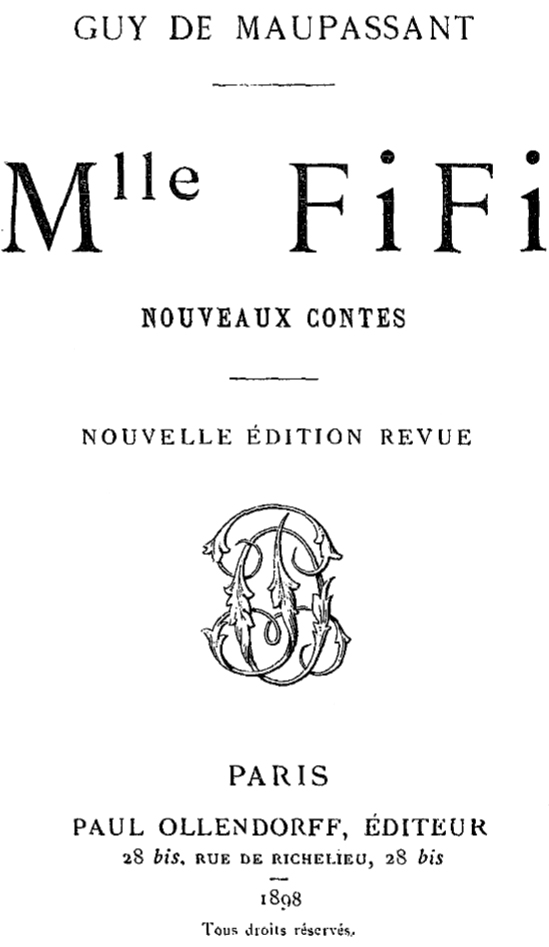
La signorina Fifì, edizione 1898

- La signorina Fifì (Mademoiselle Fifi) - 23 marzo

Storia di guerra, delitto e perversione ambientata a Rouen e dintorni.
- Vecchie cose (Vieux objets) - 29 marzo

Storia familiare ambientata in un luogo non meglio definito. Narra in forma epistolare i ricordi e le nostalgie di un'anziana signora.
- Il cieco (L'aveugle) - 31 marzo

Storia di delitto ambientata nella campagna normanna. Narra della crudele indifferenza degli esseri umani davanti alla sofferenza d'un loro simile.
- Magnetismo (Magnétisme) - 5 aprile

Storia d'incubo e terrore suddivisa a episodi; narrata attraverso flashback ambientata in parte a Étretat ed in parte in un luogo non meglio definito.
- Lo scoglio delle urie o La roccia degli uccelli artici (La roche aux guillemots) - 14 aprile

Storia di caccia ambientata ad Étretat. Narra, in forma di reportage, che la passione per la caccia può bloccare perfino i morti.
- Un figlio (Un fils) - 14 aprile

Storia di genere familiare ambientata a Pont-Labbé, narrata attraverso flashback; racconta la vicenda del figlio naturale di un accademico di Francia, abbandonato e finito alcolizzato.
- Guerre da burla (Conflits pour rire) - 1º maggio

Storia di farsa ambientata nella campagna normanna. Narra in forma di reportage la 'guerra' tra un parroco ed il sovrintendente alle belle arti, col primo che vuole mettere dei mutandoni alla statua di un Adamo nudo posta sul sagrato della chiesa.
- In viaggio (I) (En voyage) - 10 maggio

Storia di disgrazie ambientata in Costa azzurra. Narrata in forma epistolare
- Un bandito còrso (Un bandit corse) - 25 maggio

Storia d'avventura e delitto ambientata in Corsica. Narrata attraverso flashback, racconta la vendetta perpetrata da un giovane timido ed introverso.
- Incontro (I) (Rencontre) - 26 maggio

Storia familiare ambientata in Costa azzurra. Narrata attraverso flashback, racconta il triste destino solitario d'una donna che non ha potuto star vicino ai figli.
- La veglia funebre (La veillée) - 7 giugno

Storia familiare di adulterio ambientata in luogo non ben definito. Durante la veglia funebre alla madre morta i figli entrano in possesso di lettere compromettenti che confessano un avvenuto adulterio.
- Sogni (Rêves) - 8 giugno

Storia di terrore ambientata in un luogo non ben definito. Una discussione in compagnia sul benessere procurato dalle sostanze stupefacenti.
- Altri tempi (Autres temps) - 14 giugno

Storia satirica ambientata in Normandia. Una vedova regala al giovane amante un podere, che però rivuole indietro quando questi si sposa.
- Storia vera (Histoire vraie) - 18 giugno

Storia familiare ambientata in Normandia. Narrata attraverso flashback, racconta la vicenda di un uomo che, dopo aver avuto un figlio da una contadina, la fa sposare con un altro.
- Il ladro (Le voleur) - 21 giugno

Storia satirica ambientata a Barbizon. Narrata attraverso flashback, racconta di un ladro sorpreso a rubare in una casa di giovani artisti; finiscono poi tutti assieme a bere e ad ubriacarsi.
- Confessioni di una donna (Confessions d'une femme) - 28 giugno

Storia matrimoniale ambientata in Bretagna. Narrata in forma epistolare, racconta la vicenda d'una moglie che scopre la tresca amorosa della propria cameriera.
- Chiaro di luna (racconto, luglio 1882) (I) o Plenilunio (Clair de lune) - 1º luglio

Storia di adulterio ambientata in Svizzera. Narrata attraverso flashback, racconta il 'primo adulterio' compiuto da una donna.
- Cantò un gallo (Un coq chanta) - 5 luglio

Storia romantica ambientata nella campagna normanna. Un uomo, dopo una lunga battuta di caccia, s'addormenta e sogna le gioie amorose che lo attendono.
- Il figlio (I) o Il bambino (L'enfant) - 24 luglio

Storia sentimentale ambientata a Parigi. Il figlio naturale di un uomo viene adottato quando la madre muore.
- Il chiavistello o Il paletto (Le verrou) - 25 luglio

Storia adulterina ambientata in un luogo non meglio definito. Narrata attraverso flashback
- Un dramma vero (Un drame vrai) - 6 agosto

Storia delittuosa ambientata in un luogo non meglio definito. Reportage, racconta di gelosia, omicidio e senso della Giustizia.
- Burla normanna (Farce normanne) - 8 agosto

Storia satirica ambientata nella campagna normanna. Un giovane, per colpa della passione che ha nei confronti della caccia, salta la prima notte di nozze.
- Lo zio Sosthène (Mon oncle Sosthène) - 12 agosto

Storia satirica ambientata a Rouen.
- Viaggio di nozze (Voyage de noce) - 18 agosto

Storia d'amore ambientata tra Marsiglia, la Corsica e Napoli.
- Una passione (Une passion) - 22 agosto

Storia di matrimonio e adulterio ambientata a Le Havre.
- Pazzo? (Fou?) - 23 agosto

Storia di delitto e zoofilia, ambientato in un luogo non meglio definito. Narrato in forma di monologo: un uomo, dopo aver scoperto che la moglie ama il cavallo più di lui, li ammazza entrambi.
- Corrispondenza (Correspondance) - 30 agosto

Storia familiare ambientata tra Étretat e Parigi, narrata in forma epistolare.
- Una vedova (Une veuve) -1º settembre

Storia di amore incestuoso e suicidio ambientata a Banneville, narrata attraverso flashback.
- La ruggine (La rouille) - 14 settembre

Storia satirica in un luogo non ben definito. La passione nei confronti della caccia priva un barone della capacità d'amare.
- L'impagliatrice (La rempailleuse) - 17 settembre

Storia d'amore ambientata in un luogo non ben definito, narrata attraverso flashback
- Un parricida o Un parricidio (Un parricide) - 25 settembre

Storia delittuosa ambientata a Chatou. Un giovane che fa il falegname incontra i genitori che l'hanno abbandonato da piccolo e li uccide.
- Un'astuzia o Uno stratagemma (Une ruse) - 25 settembre

Storia adulterina ambientata in un luogo non ben definito. Narrata attraverso flashback, racconta di un medico che deve toglier dai guai una donna che si trova con l'amante morto in camera da letto e col marito che sta per tornare a casa.
- Un vecchio (Un vieux) - 26 settembre

Storia satirica ambientata alle terme di Rondelis.
- Pierrot (Pierrot) - 9 ottobre

Storia satirica ambientata nella campagna normanna: una donna per risparmiare sulle tasse fa morire il cane.
- Un normanno (Un Normand) - 10 ottobre

Storia satirica ambientata nella campagna normanna. Narrato in forma di reportage.
- Il perdono (Le pardon) - 16 ottobre

Storia adulterina ambientata a Parigi: la moglie cornuta diventa la miglior amica dell'amante del marito.
- La reliquia (La relique) - 17 ottobre

Storia satirica ambientata a Soissons, narrata in forma epistolare.
- Chiaro di luna (racconto, ottobre 1882) (II) (Clair de lune) - 19 ottobre

Storia d'amore ambientata nella campagna normanna.
- La paura (I) (La peur) - 23 ottobre

Storia di genere horror ambientata tra l'Africa e la Bretagna, narrata ad episodi
- In campagna o Nei campi (Aux champs) - 31 ottobre

Storia familiare ambientata a Rolleport.
- Un milione (Un million) - 2 novembre

Storia adulterina ambientata a Parigi.
- Il testamento (Le testament) - 7 novembre

Storia adulterina ambientata a Parigi, narrata attraverso flashback.
- Il lupo (Le loup) - 14 novembre

Storia tragica di caccia ambientata in Lorena, narrata attraverso flashback.
- Il bacio (Le baiser) - 14 novembre

Storia d'amore ambientata in un luogo non meglio definito, narrata in forma epistolare.
- Minuetto (Menuet) - 20 novembre

Storia d'amore ambientata a Parigi, narrata attraverso flashback.
- Quel porco di Morin (Ce cochon de Morin) - 21 novembre

Storia familiare ambientata tra La Rochelle e Parigi, narrata attraverso flashback.
- La signora Battista (Madame Baptiste) - 28 novembre

Storia di suicidio ambientata a Loubain, narrata attraverso flashback.
- L'inglese di Étretat (L'anglais d'Étretat) - 29 novembre

- Mia moglie (Ma femme) - 5 dicembre

Storia satirica ambientata tra Parigi e la Normandia.
- La beccaccia (La bécasse) - 5 dicembre

Storia di caccia ambientata in Normandia.
- La pazza (La folle) - 5 dicembre

Storia di follia e delitto ambientata in Normandia, narrata attraverso flashback.
- Inganno o Astuzia (Rouerie) - 12 dicembre

Storia d'imbroglio familiare ambientata a Parigi.
- La leggenda di Mont Saint-Michel (La légende du Mont Saint-Michel) - 19 dicembre

Storia farsesca ambientata in Normandia.
- Yveline Samoris (Yveline Samoris) - 20 dicembre

Storia familiare e di suicidio ambientata a Parigi.
- Racconto di Natale (Conte de Noël) - 25 dicembre

Storia di follia ambientata in Normandia.
- Notte di Natale (Nuit de Noël) - 26 dicembre

Storia drammatica ambientata a Parigi, narrata attraverso flashback.

### Racconti pubblicati nel 1883
- Il sostituto (Le remplaçant) - 2 gennaio

Storia farsesca ambientata a Rouen, narrata attraverso flashback.
- A cavallo (À cheval) - 14 gennaio
- Gli zoccoli (Les sabots) - 21 gennaio
- Il signor Giocasta (M. Jocaste) - 23 gennaio
- La tosse
- Accanto a un morto (Auprès d'un mort) - 30 gennaio
- Due amici (Deux amis) - 5 febbraio
- In mare (en mer) - 12 febbraio
- Risveglio (Réveil) - 20 febbraio
- Compare Giuda (Le Père Judas) - 28 febbraio
- L'uomo femmina (L'homme-fille) - 13 marzo
- La signorina Cocotte (Mademoiselle Cocotte) - 20 marzo
- I gioielli (Les Bijoux) - 27 marzo
- Sant'Antonio (Saint-Antoine) - 3 aprile
- Apparizione (Apparition) - 4 aprile
- Il condannato a morte (Le condamné à mort) - 10 aprile
- L'avventura di Walter Schnaffs (L'aventure de Walter Schnaffs) - 11 aprile
- La regina Ortensia (La Reine Hortense) - 24 aprile
- In viaggio (II) (En voyage) - 10 maggio
- Una sorpresa (Une surprise) 15 maggio
- Compare Milon (Le Père Milon) - 22 maggio
- Il pane maledetto (Le pain maudit) - 29 maggio
- L'amico Joseph (L'ami Joseph) - 3 giugno
- La madre dei mostri (La mère aux monstres) - 12 giugno
- L'orfano (L'orphelin) - 15 giugno
- La serra (La serre) - 26 giugno
- Denis (Denis) - 28 giugno
- Lui? (Lui?) - 3 luglio
- Miss Harriet (Miss Harriet) - 9 luglio
- La finestra (La fenêtre) - 10 luglio
- L'asino (L'Âne) - 15 luglio
- La malattia di André (Le mal d'André) - 24 luglio
- Alle acque (Aux eaux) - 24 luglio
- I baffi (La Moustache) - 31 luglio
- Tombuctù (Tombouctou) - 2 agosto
- Idrofoba? (Enragée?) - 7 agosto
- Lo zio Jules (Mon oncle Jules) - 7 agosto
- Un duello (Un duel) - 14 agosto
- Le carezze (racconto) (Les caresses) - 14 agosto
- Il bambino (Le petit) - 19 agosto
- Il caso della signora Luneau (Le cas de Mme Luneau) - 21 agosto
- L'amico Patience (L'ami Patience)
- La Martine (La Martine) - 11 settembre
- L'Oriente
- Il figlio (II) (L'enfant) - 18 settembre
- Una festa o Una serata (Une soirée) - 21 settembre
- L'odissea di una ragazza (L'Odyssée d'une fille) - 27 settembre
- Un colpo di Stato (Un coup d'État) - 1º ottobre
- Umile dramma (Humble drame) - 2 ottobre
- La confessione di Théodule Sabot (La confession de Théodule Sabot) - 9 ottobre
- Una vendetta (Une vendetta) - 14 ottobre
- La confessione (I) (La confession) - 21 ottobre
- Sul bordo del letto o Accanto al letto (Au bord du lit) - 23 ottobre
- Rimpianto (Regret) - 4 novembre
- Il vendicatore (Le vengeur) - 6 novembre
- L'attesa (L'attente) - 11 novembre
- Decorato! (Décoré!) - 13 novembre
- Il padre (I) (Le père) - 20 novembre
- Lo spago o La cordicella (La ficelle) - 25 novembre
- Un uomo saggio o Un saggio (Un sage) - 11 dicembre
- Prima neve (Première neige) - 11 dicembre
- La modella (Le modèle) - 17 dicembre

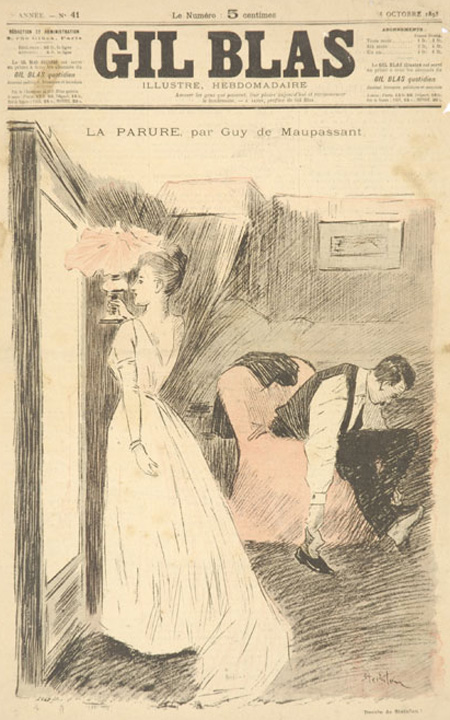
La prima pagina del Gil Blas con il racconto La collana

- La burla (La farce) - 18 dicembre
- La mano (La main) - 23 dicembre

### Racconti pubblicati nel 1884
- Cameriere, una birra grande! o Cameriere, un boccale di birra! (Garçon, un bock!...) - 1º gennaio
- Il vecchio (Le vieux) - 6 gennaio
- Lettera trovata su un annegato (Lettre trouvée sur un noyé) - 8 gennaio
- Il battesimo (I) (Le baptême) - 14 gennaio
- Cocò (Coco) - 21 gennaio
- Mizzi (ricordi di uno scapolo) (Misti) - 22 gennaio
- Un vigliacco (Un lâche) - 27 gennaio
- Rose (Rose) - 29 gennaio
- Appunti di un viaggiatore (Notes d'un voyager) - 4 febbraio
- Il protettore (Le protecteur) - 5 febbraio
- L'ombrello (Le parapluie) - 10 febbraio
- Idillio  (Idylle) - 12 febbraio
- La collana (La parure) - 17 febbraio
- Una vendita (Une vente) - 22 febbraio
- Consigli inutili (Vains conseils) - 26 febbraio
- La vecchia Selvatica o Madre Sauvage (La mère sauvage) - 3 marzo
- Il mendicante o L'accattone (Le gueux) - 9 marzo
- Incontro (II) (Rencontre) - 11 marzo
- La felicità (Le bonheur) - 16 marzo
- Addio (Adieu) - 18 marzo
- Ricordi
- Solitudine (Solitude) - 31 marzo
- L'eredità (L'héritage) - 15 marzo/16 aprile
- La padrona di casa (La patronne) - 1º aprile
- Il barilotto (Le petit fût) - 7 aprile
- Kalì (Châli) - 15 aprile
- L'ubriacone (L'ivrogne) - 20 aprile
- Malati e medici (Malades et médecins) - 11 maggio
- La chioma o La capigliatura (Le chevelure) - 13 maggio
- L'orribile (L'horrible) - 18 maggio
- Ricordo (II) (Souvenir) - 20 maggio
- Passeggiata (Promenade) - 27 maggio
- Le sorelle Rondoli (Les soeurs Rondoli) - 29 maggio/5 giugno
- Le idee del colonnello (Les idées du colonel) - 9 giugno
- Il delitto di mastro Boniface (Le crime au père Boniface) - 24 giugno
- Il letto n. 29 (Le lit vingt-neuf) - 8 luglio
- Il tic (Le tic) - 14 luglio
- La confessione (II) (L'aveu) - 22 luglio
- La paura (II) (La peur) - 25 luglio
- Il ritorno (Le retour) - 28 luglio
- La tomba (La tombe) - 29 luglio
- La confessione (III) (La confession) - 12 agosto
- Il figlio di nessuno o Il reietto (L'abandonné) - 15 agosto
- Yvette (Yvette) - 29 agosto/9 settembre
- Un pazzo? (Un fou?) - 1º settembre
- Scoperta (Découverte) - 4 settembre
- La pira o Il rogo (Le bûcher) - 7 settembre
- La dote (La dot) - 9 settembre
- Mohammed-la-canaglia (Mohammed-Fripouille) - 20 settembre
- Il lascito (Le legs) - 23 settembre
- Il guardacaccia (Le garde) - 8 ottobre
- Berthe (Berthe) - 20 ottobre
- Bombard (Bombard) - 28 ottobre
- La confessione (IV) (La confession) - 10 novembre
- La rivincita (La revanche) - 18 novembre
- Tribunali rustici o Tribunali di campagna (Tribunaux rustique) - 25 novembre
- La camera n. 11 (La chambre onze) - 9 dicembre
- L'armadio (L'armoire) - 16 dicembre
- I prigionieri (Les prisonniers) - 30 dicembre

### Racconti pubblicati nel 1885
- Vendesi (À vendre) - 5 gennaio
- Toine (Toine) - 6 gennaio
- Il battesimo (II) (Le baptême) - 13 gennaio
- La sconosciuta (L'inconnue) - 27 gennaio
- Bianco e azzurro (Blanc et bleu) - 3 febbraio
- I nostri inglesi (Nos Anglais) - 10 febbraio
- Lettera di un pazzo (Lettre d'un fou) - 17 febbraio
- Il vecchio Mongilet (Le Père Mongilet) - 24 febbraio
- Il sistema di Roger (Le moyen de Roger) - 3 marzo
- Nello scompartimento o In treno (En wagon) - 24 marzo
- Soldatino (Petit soldat) - 13 aprile
- Una lettera (Une lettre) - 12 giugno
- Un insuccesso o Uno smacco (Un échec) - 16 giugno
- Joseph (Joseph) - 21 luglio
- Tutto finito o Finito (Fini) - 27 luglio
- Lo spillone o La forcina (L'épingle) - 13 agosto
- La confidenza (La confidence) - 20 agosto
- I miei venticinque giorni (Mes vingt-cinq jours) - 25 agosto
- Il diario del magistrato o Pazzo (Un fou) - 2 settembre
- Imprudenza (Imprudence) - 15 settembre
- La bestia di Padron Belhomme (La bête à Maît'Belhomme) - 22 settembre
- Le beccacce (Les bécasses) - 20 ottobre
- Ça ira (Ça ira) - 10 novembre
- La piccola Roque (La petite Roque) - 18/23 dicembre
- Liberata o Salva (Sauvée) - 22 dicembre

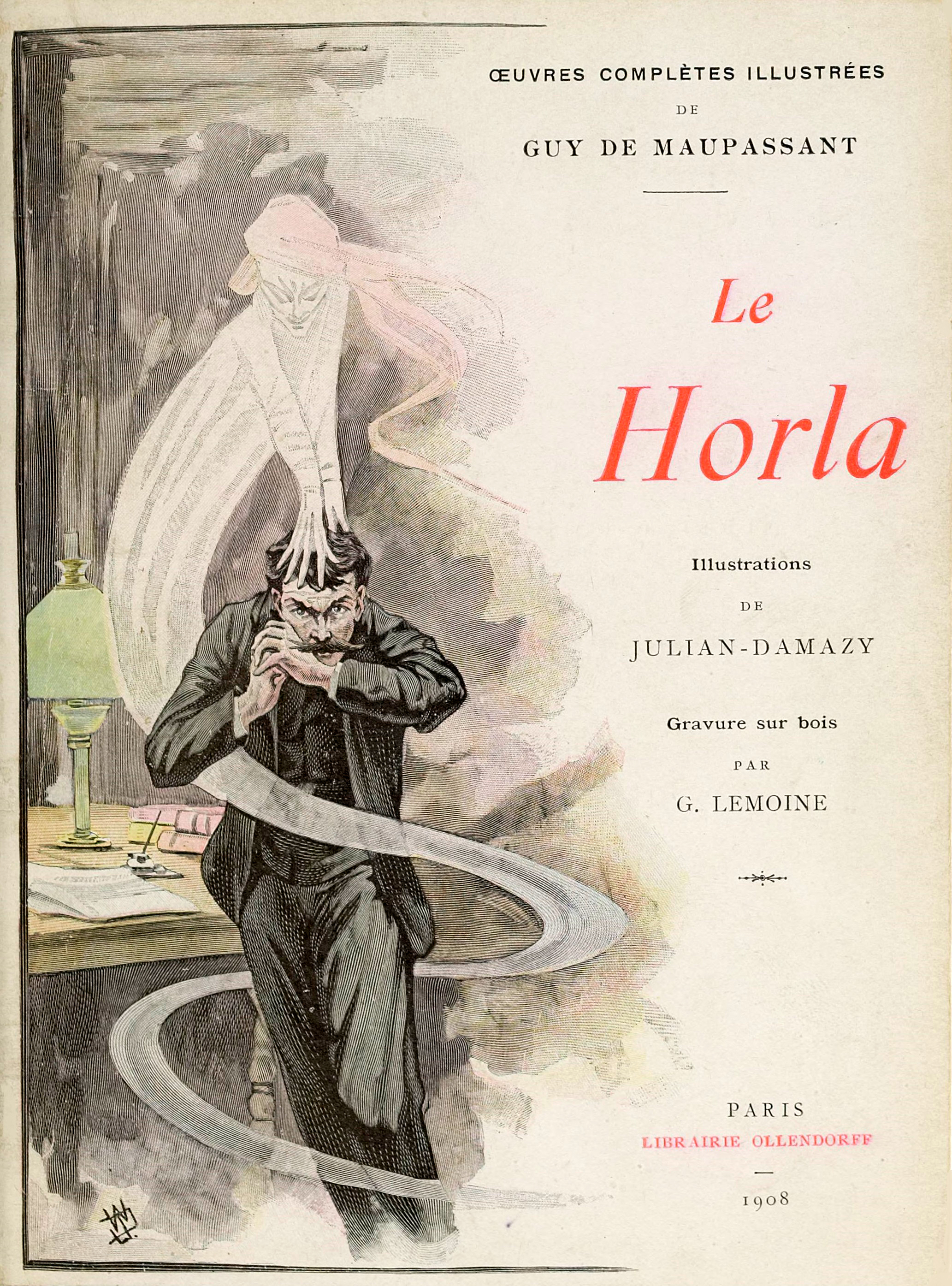
Le Horla, edizione 1908

### Racconti pubblicati nel 1886
- Il relitto (L'épave) - 1º gennaio
- Il signor Parent (Monsieur Parent)
- La signorina Perla (Mademoiselle Perle) - 16 gennaio
- L'eremita (L'ermite) - 26 gennaio
- Sui gatti (Sur les chats) - 6 febbraio
- Rosalie Prudent (Rosalie Prudent) - 2 marzo
- La signora Parisse (Madame Parisse) - 16 marzo
- Julie Romain (Julie Romain) - 20 marzo
- Viaggio di salute (Voyage de santé) - 18 aprile
- Il cenno (Le signe) - 27 aprile
- Mastro Amable (Le Père Amable) - 30 aprile/4 maggio
- Miseria umana (Misère humaine) - 8 giugno
- Nel bosco (Au bois) - 22 giugno
- Una famiglia (Une famille) - 3 agosto
- Il diavolo (Le diable) - 5 agosto
- Un caso di divorzio (Un cas de divorce) - 31 agosto
- La locanda
- La questione del latino (La question du latin) - 2 settembre
- Il marchese de Fumerol (Le Marquis de Fumerol) - 5 ottobre
- Il fattore o Il fittavolo (Le fermier) - 11 ottobre
- L'Horla (I) (Le Horla) - 26 ottobre
- Il buco o Il rifugio (Le trou) - 9 novembre
- Giorno di festa (Jour de fête)
- Grido d'allarme (Cri d'alarme) - 23 novembre
- Amore (Amour) - 7 dicembre
- Clochette (Clochette) - 21 dicembre

### Racconti pubblicati nel 1887
- Il vagabondo (Le vagabond) - 1º gennaio
- Doni di capodanno o Strenne (Étrennes) - 7 gennaio
- La signora Hermet (Madame Hermet) - 18 gennaio
- I re Magi o L'Epifania (Les Rois) - 23 gennaio
- Una serata (Une soirée) - 29 marzo
- La porta (La porte) - 3 maggio
- La baronessa (La Baronne) - 17 maggio
- L’Horla (II) (Le Horla) - 25 maggio
- La morta (La morte) - 31 maggio
- La notte (La nuit) - 14 giugno
- Il premio di virtù della signora Husson o Il virtuoso premiato da Madame Husson (Le rosier de Mme Husson) - 15 giugno
- Il viaggio dell'Horla (Le voyage du Horla) - 16 luglio
- Il coniglio (Le lapin) - 19 luglio
- Il padre (II) (Le père) - 26 luglio

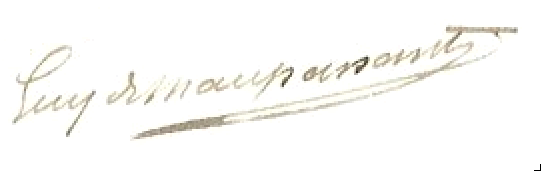
La firma dell'autore

- L'attendente o L'ordinanza (L'ordonnance) - 23 agosto
- Moiron (Moiron) - 27 settembre
- L'assassino (L'assassin) - 1º novembre
- Duchoux (Duchoux) - 14 novembre
- Come si conversa
- L'uomo di Marte (L'homme de Mars)

### Racconti pubblicati nel 1888
- Gli spilli (Les épingles) - 10 gennaio
- Divorzio (Divorce) - 21 febbraio
- Le nostre lettere (Nos lettres) - 29 febbraio
- I venticinque franchi della Madre Superiora (Les vingt-cinq francs de la supérieure) - 28 marzo
- L'annegato (Le noyé) - 16 agosto
- L'invalido (L'infirme) - 21 ottobre
- Un ritratto (Un portrait) - 29 ottobre

### Racconti pubblicati nel 1889
- Hautot padre e figlio (Hautot père et fils) - 5 gennaio
- Una sera (Un soir) - 16/26 gennaio
- Boitelle (Boitelle) - 22 gennaio
- Alluma (Allouma) - 10/15 febbraio
- L'appuntamento (Le rendez-vous) - 23 febbraio
- Il porto (Le port) - 15 marzo
- Le domestiche
- La maschera (Le masque) - 10 maggio
- La prova (L'épreuve) - 13 aprile
- Alessandro (Alexandre) - 2 settembre
- Il dolce sonno o L'addormentatrice (L'endormeuse) - 16 settembre

### Racconti pubblicati nel 1890
- Mosca (Mouche) - 7 febbraio
- L'uliveto (Le champ d'oliviers) - 14/23 febbraio
- La bellezza inutile (L'inutile beauté) - 2/7 aprile

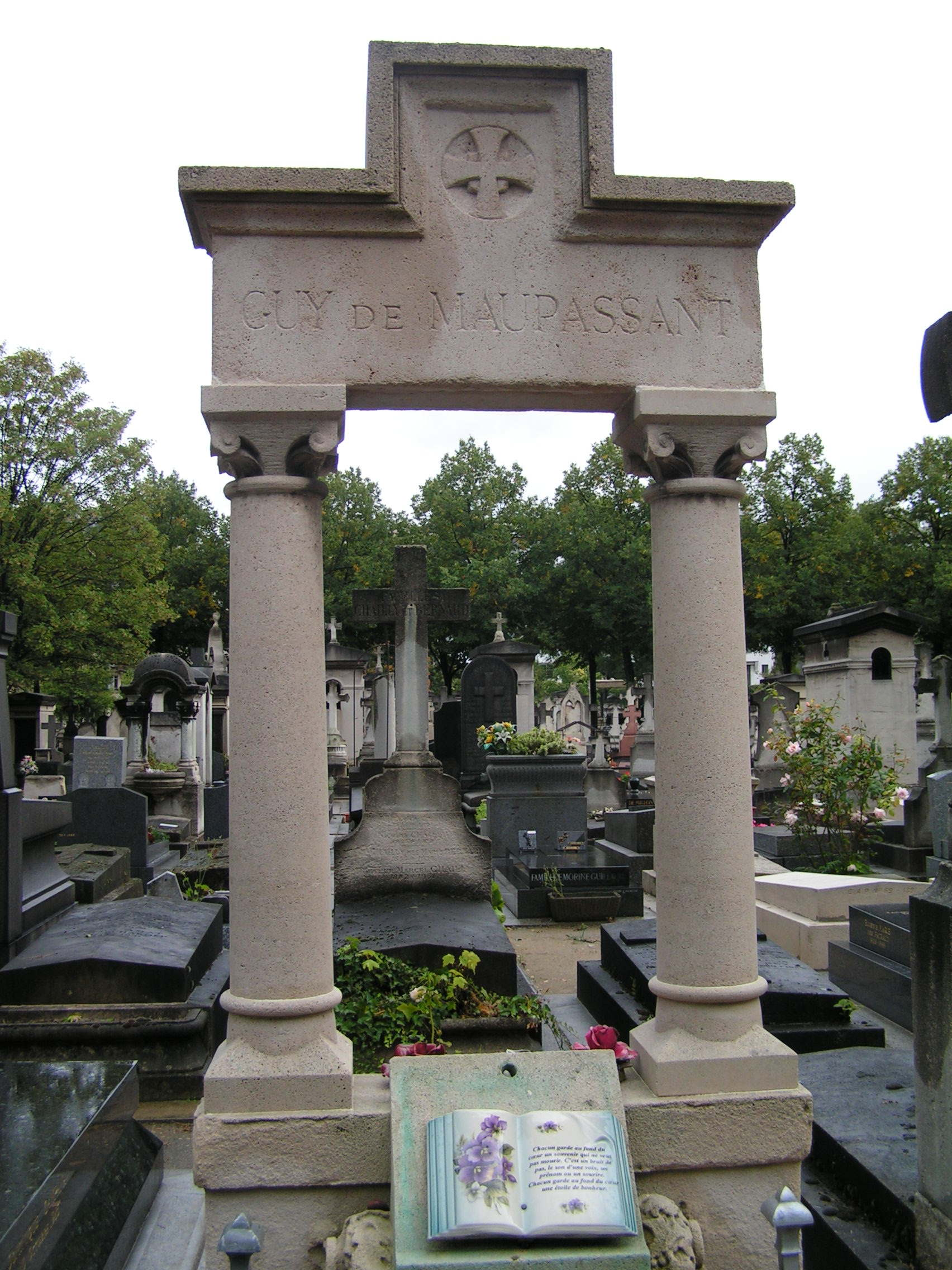
La tomba di Maupassant al cimitero di Montparnasse.

- Chissa? (Qui sait?) - 6 aprile

### Racconti pubblicati nel 1891
- Le tombali (Les tombales) - 9 gennaio

### Racconti pubblicati postumi
- Dopo (Après) - 1891
- L'Angelus (L'Angélus) - 1894
- Il merciaiolo ambulante o Il venditore ambulante (Le colporteur) - 1900
- Il dottor Héraclius Gloss (Le docteur Héraclius Gloss) - 1921